# 巴澤茲灣 (麻薩諸塞州)
巴澤茲灣（英語：Buzzards Bay），又譯巴扎茲灣，是位於美國麻薩諸塞州巴恩斯特布爾縣的一個普查規定居民點。

## 人口
根據2020年美國人口普查的數據，巴澤茲灣的面積為7.66平方千米，當中陸地面積為4.96平方千米，水域面積為2.70平方千米。當地共有人口4279人，而人口密度為每平方千米558.62人。